# Постійні представники Румунії при Організації Об'єднаних Націй
Постійний представник Румунії при Організації Об'єднаних Націй — офіційна посадова особа, яка представляє Румунію в усіх органах Організації Об'єднаних Націй.

## Румунія в ООН
Румунія приєдналася до Організації Об'єднаних Націй (ООН) 14 грудня 1955 року.

## Постійні представники Румунії при ООН
1. Атанасе Жоджа (1955–1957)[1]
2. Міхай Маггеру (1957–1959)
3. Сілвіу Брукан (1959–1961)
4. Міхай Хасегану (1961–1966)[2]
5. Георге Діаконеску (1966–1971)[3]
6. Йон Датку (1972–1978)
7. Теодор Марінеску (1978–1986)[4]
8. Петре Танасі (1987–1990)
9. Аурел Мунтяну (1990–1992)
10. Міхай Ботез (1992–1994)
11. Йон Горіце (1994–2000)
12. Сорін Дукару (2000–2001)
13. Александру Нікулеску (2001–2003)[5]
14. Міхня Моток (2003–2008)
15. Сімона Мікулеску (2008–2015)
16. Йон Джинга (з 2015)[6]

## Президенти Генеральної Асамблеї ООН
- Президент XXII сесії Генеральної Асамблеї ООН Корнеліу Менеску (1967)